# Leeuwentrap
De Leeuwentrap is een monumentale trap bij de boulevard van Vlissingen, in de Nederlandse provincie Zeeland. De trap geeft vanuit de Badhuisstraat toegang tot de boulevard. De trap is in 1907 gebouwd en in 1975-1976 vernieuwd.

## Historie
Aanvankelijk was het Vlissingse badstrand vanuit de in 1885 aangelegde Badhuisstraat bereikbaar via een houten trap. Het strandtoerisme was sinds het einde van de 19de eeuw in opkomst in Vlissingen en in 1899 besloot de gemeente een tweede trap aan te leggen. Omdat ook twee houten trappen de zomerse drukte niet konden verwerken stelt het college van burgemeester en wethouders in maart 1907 voor om een brede trap van gewapend beton aan te leggen.
Een maand later is de bouw van de trap al in volle gang. De houten trappen werden ontmanteld en hergebruikt; een werd in de Breewaterstraat en de andere achter het Grand-Hôtel des Bains op de boulevard geplaatst. Ter versiering werd aan weerszijden van de nieuwe betonnen trap een beeld van een leeuw geplaatst en is de naam 'leeuwentrap' ontstaan.
Na klachten over de steilheid van de trap zijn in 1910 twee gietijzeren leuningen geplaatst. Tevens zijn toen de twee naar verhouding veel te kleine leeuwen vervangen door de huidige grotere exemplaren. De leeuwen zijn afkomstig van het in 1909 gesloopte viaduct ten westen van het Centraal Station in Amsterdam. In totaal stonden er acht leeuwen op dit viaduct en de gemeente Vlissingen wist twee exemplaren voor 100 gulden per stuk in haar bezit te krijgen. De leeuw aan linkerzijde van de trap draagt een wapenschild met het gemeentewapen van Vlissingen (vermoedelijk ter vervanging van het gemeentewapen van Amsterdam), de leeuw aan rechterzijde draagt een schild met het rijkswapen.
Halverwege de jaren zeventig is het gebied rondom de Leeuwentrap ingrijpend gewijzigd tijdens de uitvoering van een dijkverzwaring in het kader van de Deltawet. Achter de Boulevards Evertsen en Bankert werd een nieuwe dijk aangelegd waarbij ook de hier gelegen oprit is verdwenen. 
In 1976 is de Leeuwentrap herbouwd waarbij de trap een stukje hoger is geworden. In april van dat jaar zijn ook de karakteristieke leeuwen weer herplaatst aan beide zijden van de trap.

### Trap naar zee
De voorgenomen sloop van de Leeuwentrap in 1975 inspireerde de in Vlissingen geboren dichter, journalist en schilder Hans Verhagen tot het maken van de film 'Trap naar zee'. In de film gaat Verhagen aan de hand van een oude ansichtkaart van de Leeuwentrap op zoek naar het verleden van de trap. Met de 37 minuten durende film betreedt Verhagen een nieuw eigen genre dat hij en zijn eindredacteur Hans Keller 'emotionele archeologie' noemen. 'Trap naar zee' werd voor het eerst uitgezonden op 7 januari 1975 als derde aflevering van de VPRO documentairereeks Zorgvliedt. 
Op initiatief van de Vlissingse galeriehoudster Hannelore Meyaard is op 26 maart 1995 een natuurstenen trottoirplaat onthuld ter hoogte van Boulevard Evertsen 10, het voormalige ouderlijk huis van Verhagen. De steen heeft als inscriptie de dichtregel: Misschien geen verheven plek, / maar hier begon het. Tegelijkertijd is in het trottoir bovenaan de Leeuwentrap een kleinere steen aangebracht waarop het gehele gedicht uit Verhagens cyclus 'Niet voor niets' is uitgehouwen.
In deze doos van formica, plastic, zeil
broeide de jukebox,
een grauw, een gil, een grom -
daar had je het,
je bron van onbestemd verzet.
Van snackbar naar snackbar,
kriskras door de gore nacht gesmeten,
bulderde de storm.
Zoete reuk van roomijs;
walm van smeulend vet.
Misschien geen verheven plek,
maar hier begon het.
In 2009, het jaar waarin Verhagen de P.C. Hooft-prijs ontving, is zijn film 'Trap naar zee' tijdens een driedaags festival ter ere van de dichter in de open lucht vertoond op het Naereboutplein bovenaan de Leeuwentrap.